# Bandeirantes

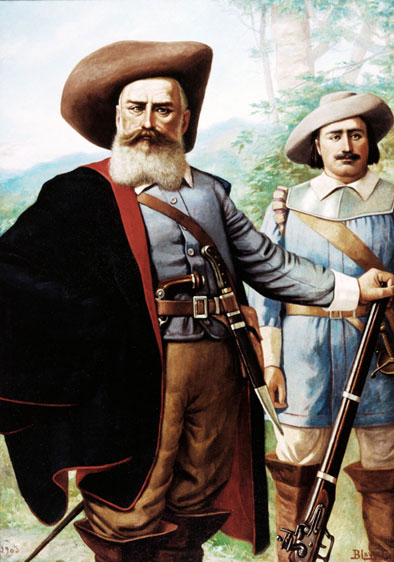
Der Bandeirante Domingo Jorge Velho

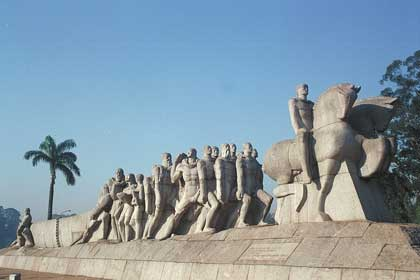
Monumento às Bandeiras im Ibirapuera-Park in São Paulo

Bandeirantes („Bannerträger“, von port. bandeira = Fahne) werden die Mitglieder portugiesischer Expeditionstrupps genannt, die ab dem 17. Jahrhundert auf der Suche nach Gold, Diamanten und Sklaven das brasilianische Landesinnere erkundeten und erschlossen. Sie zogen entlang der Flüsse bis zum La Plata und Amazonas. Dabei wurden Siedlungen angelegt, die zum Teil heute noch bestehen.

## Geschichte
Diese Expeditionstrupps wurden „Bandeiras“ oder „Entradas“ genannt; Entradas waren die von staatlichen Stellen beauftragten Expeditionen, während die Bandeiras von privaten Geschäftsleuten finanziert wurden. Der Name Bandeiras (von port. bandeira = Fahne) kommt von der Praxis, in neuen Gebieten die portugiesische Flagge zum Kennzeichen der Inbesitznahme zu hissen.
Teilweise handelte es sich um kleine Gruppen von 15 bis 20 Mann, teilweise kam es zu großen Expeditionen mit mehreren hundert Teilnehmern. Die Expeditionen waren sehr riskant, manch ein Bandeirante kehrte nie zurück, fielen sie doch sowohl den Indios, als auch dem Fieber oder giftigen Schlangenbissen zum Opfer. Als Verpflegung nahmen sie Maniok, Mais, Bohnen und Trockenfleisch mit. In der Regel wurden die Bandeirantes von männlichen Familienangehörigen und Sklaven begleitet und waren lange Zeit unterwegs.
Zu den wichtigsten Besitztümern gehörten Pferde, die ihnen Mobilität verliehen. Nur teilweise waren sie mit den teuren und anfälligen Feuerwaffen ausgerüstet. Stattdessen waren sie häufig mit Armbrüsten, Bogen und Schwertern bewaffnet. Zur Sklavenjagd auf Indianer wurden Kampfhunde benutzt. Aufgrund ihrer Absicht, indigene Einwohner zu versklaven, kamen die Bandeirantes immer wieder mit den Jesuiten und deren Jesuitenreduktionen in Konflikt und wurden von diesen bekämpft.
Die Bandeirantes drangen in die Wälder vor, indem sie im Allgemeinen den Flussläufen oder den Pfaden der einheimischen Bevölkerung folgten. So bildete der Rio Tietê einen der Hauptzugänge zum Hinterland von São Paulo. Brasilien wurde von ihnen in alle Himmelsrichtungen durchquert, so gelangte der Bandeirante António Raposo Tavares von São Paulo bis zum Amazonas, Fernão Dias Pais und dessen Schwiegersohn Borba Gato erschlossen das heutige Minas Gerais und gründeten dort unzählige Niederlassungen; Bartolomeu Bueno da Silva, „Anhangüera“ genannt, entdeckte im heutigen Goiás Gold.
Die bekanntesten Bandeiras kamen aus São Paulo und waren hauptsächlich für die Erschließung des Landesinneren und die Erweiterung der Grenzen der portugiesischen Kolonie Brasilien bis weit über die Linie verantwortlich, die im Vertrag von Tordesillas (1494) die Grenze zwischen den portugiesischen und den spanischen Territorialansprüchen in der neuen Welt festlegte (die heutigen Bundesstaaten Goiás, Mato Grosso, ein großer Teil von Minas Gerais, Rio Grande do Sul, Paraná und Santa Catarina gingen an Brasilien).
Wegen ihrer Bedeutung für die heutige Größe Brasiliens finden die Bandeiras hier noch immer starke Verehrung. Das wohl eindrücklichste Monument ist das „Monumento às Bandeiras“ des italienisch-brasilianischen Bildhauers Victor Brecheret, welches in São Paulo im Ibirapuera-Park steht und die starke Vermischung einer solchen Bandeira aus Europäern, Afrikanern und Indios zeigt.

## Berühmte Bandeirantes
- Afonso Sardinha
- Antônio Dias Adorno
- Antônio Dias de Oliveira
- Bartolomeu Bueno da Silva (1672–1740), mit Spitzname „Anhangüera“
- Belchior Dias Moréia
- Manuel da Borba Gato
- Domingos Jorge Velho
- Fernandes Tourinho
- Fernão Dias Pais
- Francisco Dias Velho
- Henrique da Cunha Gago
- Manuel Preto
- Pascoal Moreira Cabral
- António Raposo Tavares (1598–1658)
- Simão Álvares